# Офесден
Офесден (нід. Opheusden) — село в нідерландській провінції Гелдерланд. Входить до муніципалітету Недер-Бетюве.
Його площа становить 2,2км², а населення станом на 1 January 2018 рік складало 5 630 осіб.
До 1818 року мало статус окремого муніципалітету.

## Галерея

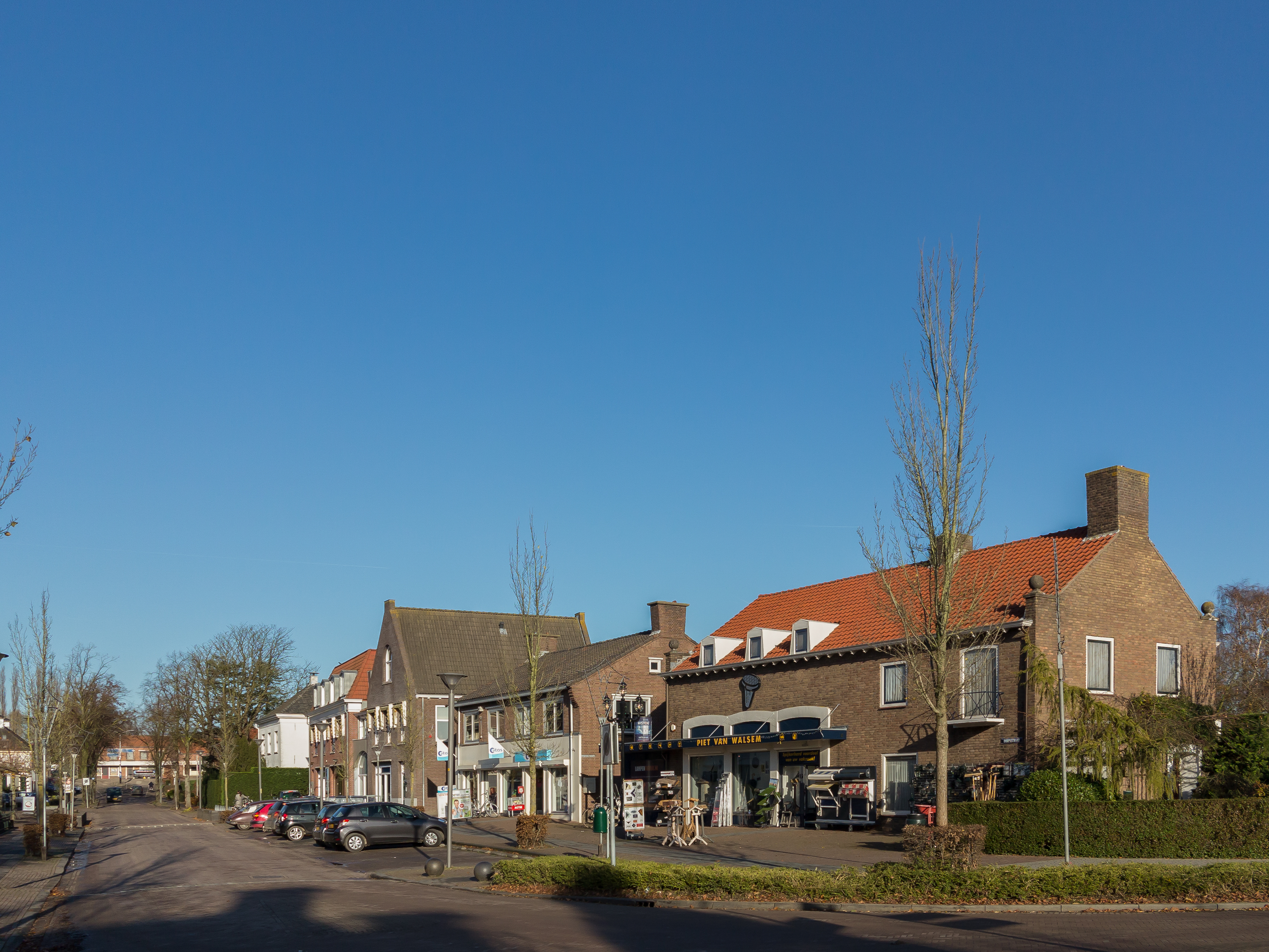
Вулична панорама
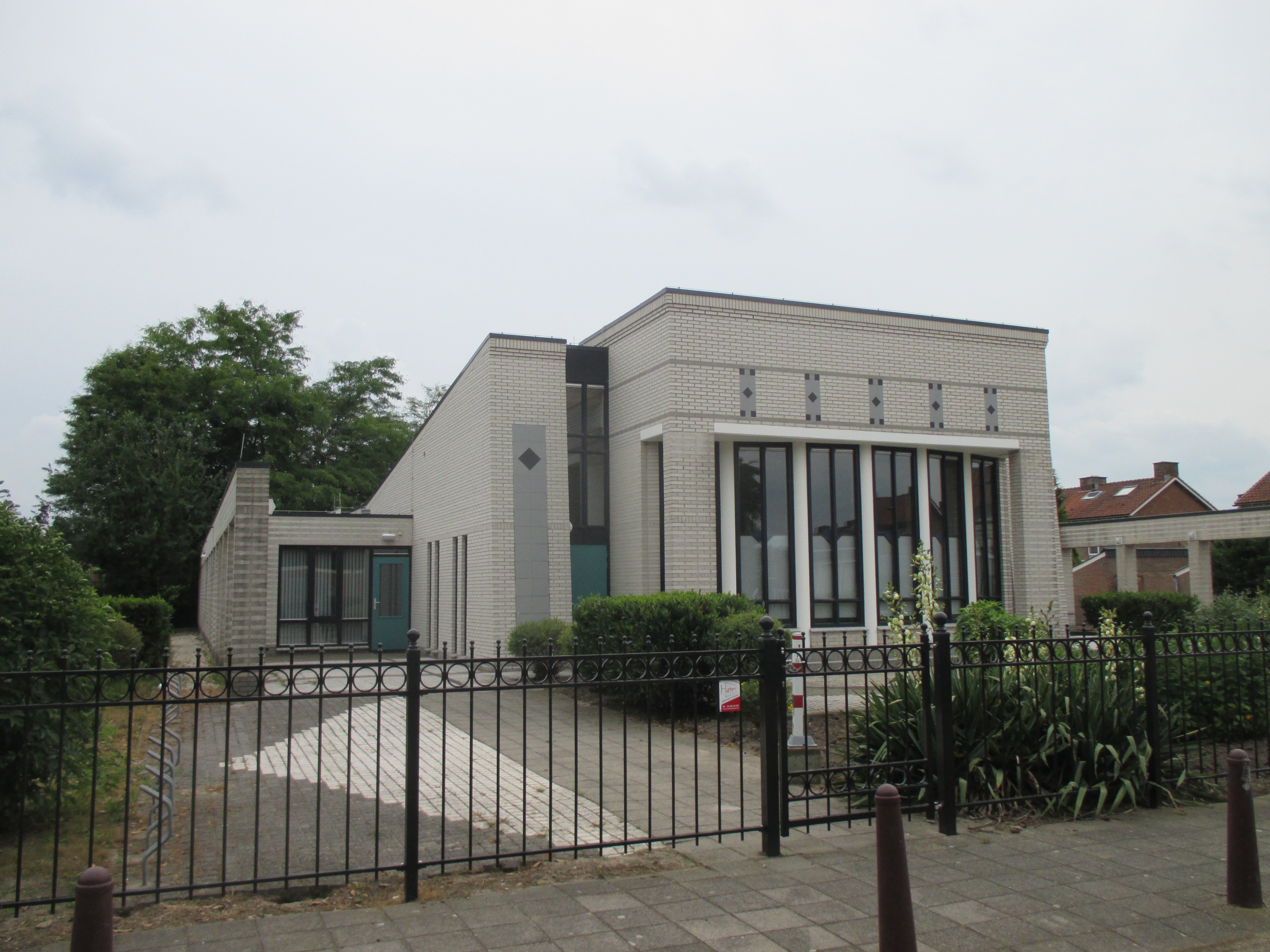
Церква
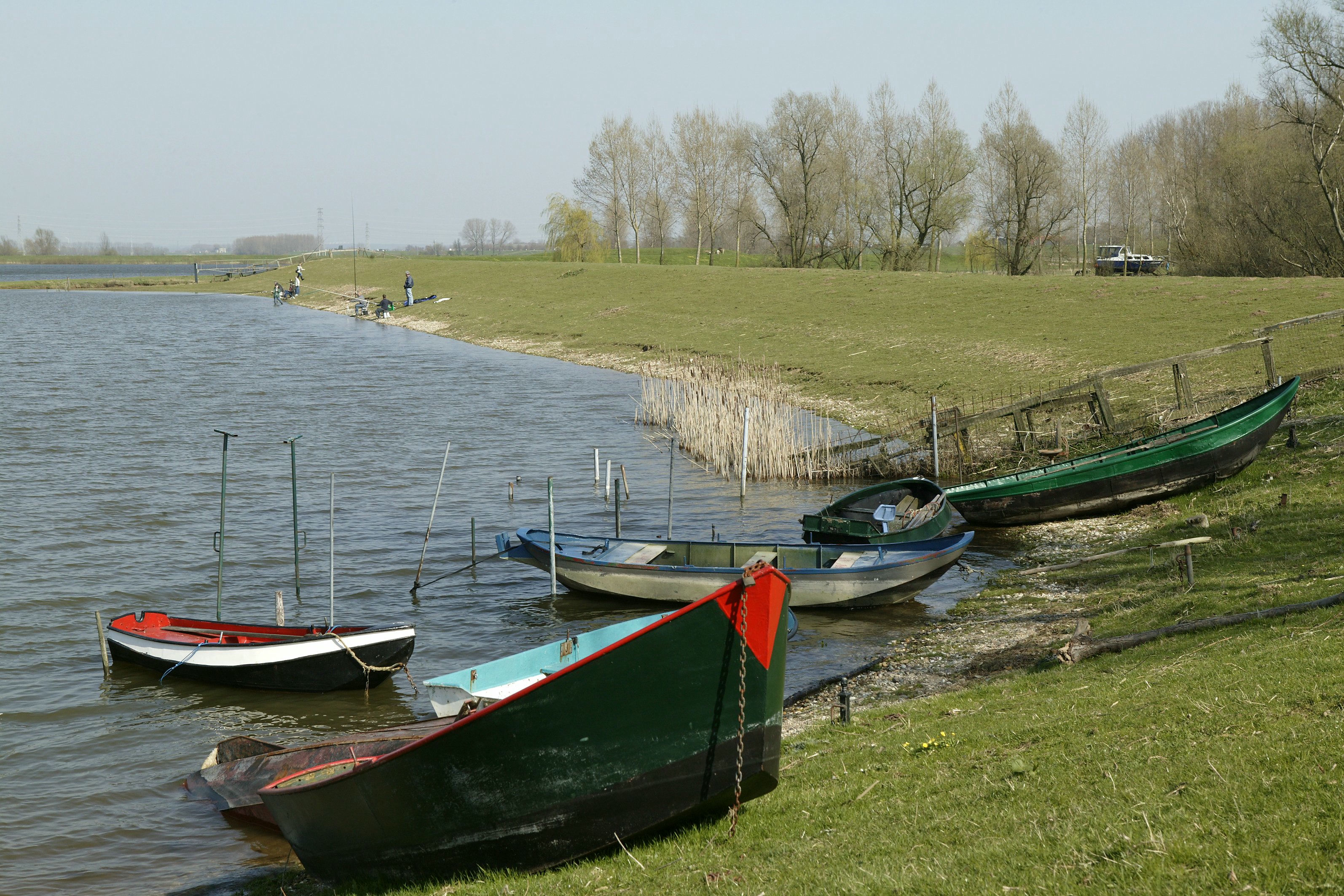
Човни на Недеррейні
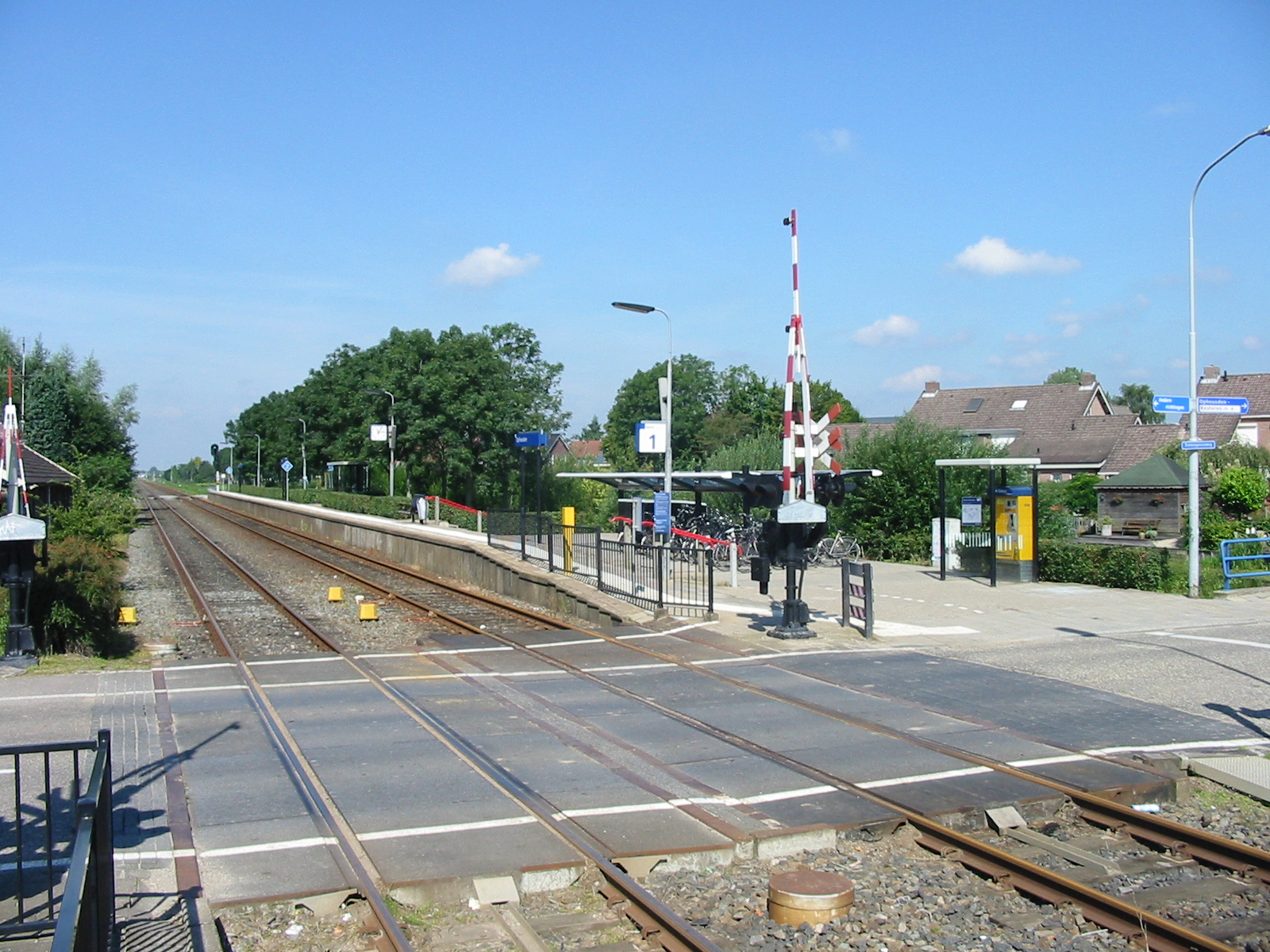
Залізнична станція